# Wieden
Entre los montes más altos de la Selva Negra se encuentra el balneario climatológico Wieden que es un municipio de unos 600 habitantes en el distrito de Lörrach en Baden-Wurtemberg, Alemania, aproximadamente 20 km al sur de Friburgo. Barrios de Wieden son Ungendwieden, Rütte, Steinbühl, Hüttbach, Oberwieden, Warbach, Laitenbach, Säge y Graben. Wieden es miembro de una asociación administrativa (mancomunidad) con sede en Schönau en la Selva Negra.

## Enlaces
- Wikimedia Commons alberga una categoría multimedia sobre Wieden.
- Sitio web de Wieden
- Página de Wieden en el sitio web de la asociación administrativa